# Baojia Caozi
Baojia Caozi est un village proche d'Ürümqi, la capitale de la région autonome ouïghoure du Xinjiang, au nord-ouest de la république populaire de Chine.
L'Institut de géographie du Xinjiang, relevant de l'Académie chinoise des sciences, en collaboration avec plusieurs universités européennes, a établi, en 1992, le centre géographique de l'Asie à Baojia Caozi 43° 40′ 52″ N, 87° 19′ 52″ E.
L'accès océanique le plus proche, géographiquement, est le golfe du Bengale, distant de 2 400 km ; vient ensuite l'océan Arctique à 3 000 km.
En 2007, Daniel Garcia-Castellanos et Umberto Lombardo, universitaires espagnol et suisse, proposent deux pôles eurasiens d'inaccessibilité différents : EPIA1 (44° 17′ N, 82° 11′ E) et EPIA2 (45° 17′ N, 88° 08′ E).